# Chiesa di San Giacomo (Matera)
La cripta di Porta Empia o San Giacomo è una ex chiesa rupestre, oggi profanata, situata dietro l'antica Porta Empia o dei Santi a Matera.

## Descrizione
La chiesa, da cui prende il nome l'intera contrada, è ormai completamente distrutta. Era a pianta rettangolare con soffitto leggermente arcuato. Tre nicchie ornavano le pareti laterali e quelle di fondo. Sul soffitto vi erano poche tracce di una croce scolpita. La zona terminale della parete sinistra conteneva una nicchia con una cisterna sottostante. Nel corso del tempo sono state create nuove strutture come una cucina in muratura e una stalla con la mangiatoia che hanno trasformato gli elementi architettonici dell'antico luogo di culto.